# マーク・ディレイニー
マーク・ディレイニー（Mark Delaney, 1976年5月13日 - ）はウェールズ出身の元サッカー選手。ポジションはディフェンダー。
長くアストン・ヴィラで活躍し、ウェールズ代表でもディフェンス陣の中心としてプレーしていた選手。2007年8月に怪我により現役を引退した。
身長を生かした空中戦の強さがあり、右サイドから駆け上がって上げるクロスはチームの貴重な得点パターンとなっていた。センターバックとしてもプレーした。

## 所属クラブ
- カーマーゼン・タウン 1995-1998
- カーディフ・シティ 1998-1999
- アストン・ヴィラ 1999-2007 193試合

この項目は、ウィキプロジェクト サッカー選手の「テンプレート」を使用しています。